# Hurt (Christina Aguilera)
Hurt is een popnummer van de Amerikaanse zangeres Christina Aguilera. Het was de tweede single van haar derde studioalbum Back to Basics (2006).
Het is een van de tracks van de tweede cd van het dubbelalbum. Het nummer is geschreven door Christina Aguilera, Linda Perry en Mark Ronson en werd geproduceerd door Linda Perry. Christina Aguilera trad met dit nummer op op de MTV Video Music Awards op 31 augustus 2006.
"Hurt" kwam op 12 september 2006 op de radio. BMG heeft verteld dat Hurt officieel de tweede single van Christina's nieuwe album Back to Basics is. De single was op 12 oktober 2006 te koop.
Oorspronkelijk was Christina niet van plan om Hurt als tweede single van Back to Basics uit te brengen. Ze was er namelijk van overtuigd dat het nummer Candyman als tweede single gepland zou worden, en had dit zelfs bevestigd in een paar interviews. Desondanks vond haar platenmaatschappij RCA dat bij de kersttijd een krachtige ballad hoorde, zoals het geval was bij haar eerdere single Beautiful in 2002. Deze single was erg succesvol. Er werd ook gespeculeerd dat Candyman te veel lijkt qua sound en thema op haar eerste single, Ain't No Other Man. Candyman wordt als derde single van het album uitgebracht.

## Informatie
Tijdens de opnamesessie van Back to Basics heeft Christina Linda Perry gevraagd om haar te helpen bij een nummer dat gaat over iemand verliezen, iets wat ze graag wilde behandelen in haar muziek. Linda Perry stond heel erg open voor dit idee en ze dacht dit goed te kunnen verbeelden aangezien ze haar vader zeer recent had verloren.
Linda Perry schreef verreweg het meeste van de tekst van Hurt voordat ze het nummer liet zien aan Christina. Christina vond het te persoonlijk van Linda's kant, aangezien er te veel verwijzingen waren naar haar vader. Christina heeft daarom besloten de songtekst te veranderen en veel tekst te herschrijven zodat het meer een tekst was over iemand die een geliefd iemand uit diens leven is verloren. Hoewel niet bekend is of de originele versie van Linda Perry's nummer is opgenomen, is de uiteindelijke versie op het album geschreven door beiden.
Hurt is tot nu toe de grootste hit van Christina Aguilera in Nederland. De single stond twintig weken in de Nederlandse Top 40, met een tweede plaats als hoogste positie. Het is haar vijfde single die de tweede plaats haalt. Alleen het nummer Moves like Jagger -dat ze samen zong met Maroon 5- haalt de eerste positie.

## Videoclip
Op de rodeloper-show van de MTV Video Music Awards 2006 vertelde Christina dat ze de clip samen zou produceren met Floria Sigismondi. Sigismondi is ook degene die gewerkt heeft aan de videoclip van 'Fighter'. De clip voor Hurt is in september 2006 opgenomen, en op 17 oktober 2006 in wereldpremière gegaan. Hurt werd net zoals Ain't No Other Man Superclip op TMF in week drieënveertig van 2006.

## Hitnotering

### Nederlandse Top 40
| "Hurt" in de Nederlandse Top 40 - binnen: 28-10-2006 | "Hurt" in de Nederlandse Top 40 - binnen: 28-10-2006 | "Hurt" in de Nederlandse Top 40 - binnen: 28-10-2006 | "Hurt" in de Nederlandse Top 40 - binnen: 28-10-2006 | "Hurt" in de Nederlandse Top 40 - binnen: 28-10-2006 | "Hurt" in de Nederlandse Top 40 - binnen: 28-10-2006 | "Hurt" in de Nederlandse Top 40 - binnen: 28-10-2006 | "Hurt" in de Nederlandse Top 40 - binnen: 28-10-2006 | "Hurt" in de Nederlandse Top 40 - binnen: 28-10-2006 | "Hurt" in de Nederlandse Top 40 - binnen: 28-10-2006 | "Hurt" in de Nederlandse Top 40 - binnen: 28-10-2006 | "Hurt" in de Nederlandse Top 40 - binnen: 28-10-2006 | "Hurt" in de Nederlandse Top 40 - binnen: 28-10-2006 | "Hurt" in de Nederlandse Top 40 - binnen: 28-10-2006 | "Hurt" in de Nederlandse Top 40 - binnen: 28-10-2006 | "Hurt" in de Nederlandse Top 40 - binnen: 28-10-2006 | "Hurt" in de Nederlandse Top 40 - binnen: 28-10-2006 | "Hurt" in de Nederlandse Top 40 - binnen: 28-10-2006 | "Hurt" in de Nederlandse Top 40 - binnen: 28-10-2006 | "Hurt" in de Nederlandse Top 40 - binnen: 28-10-2006 | "Hurt" in de Nederlandse Top 40 - binnen: 28-10-2006 | "Hurt" in de Nederlandse Top 40 - binnen: 28-10-2006 |
| Week                                                 | 1                                                    | 2                                                    | 3                                                    | 4                                                    | 5                                                    | 6                                                    | 7                                                    | 8                                                    | 9                                                    | 10                                                   | 11                                                   | 12                                                   | 13                                                   | 14                                                   | 15                                                   | 16                                                   | 17                                                   | 18                                                   | 19                                                   | 20                                                   |                                                      |
| ---------------------------------------------------- | ---------------------------------------------------- | ---------------------------------------------------- | ---------------------------------------------------- | ---------------------------------------------------- | ---------------------------------------------------- | ---------------------------------------------------- | ---------------------------------------------------- | ---------------------------------------------------- | ---------------------------------------------------- | ---------------------------------------------------- | ---------------------------------------------------- | ---------------------------------------------------- | ---------------------------------------------------- | ---------------------------------------------------- | ---------------------------------------------------- | ---------------------------------------------------- | ---------------------------------------------------- | ---------------------------------------------------- | ---------------------------------------------------- | ---------------------------------------------------- | ---------------------------------------------------- |
| Nummer                                               | 13                                                   | 7                                                    | 6                                                    | 7                                                    | 9                                                    | 12                                                   | 9                                                    | 2                                                    | 2                                                    | 3                                                    | 6                                                    | 6                                                    | 7                                                    | 9                                                    | 11                                                   | 13                                                   | 17                                                   | 23                                                   | 32                                                   | 38                                                   | uit                                                  |

### NPO Radio 2 Top 2000
| Nummer met noteringen in de NPO Radio 2 Top 2000 | '09 | '10 | '11 | '12 | '13 | '14 | '15 | '16 | '17 | '18 | '19  | '20  | '21  | '22  | '23  | '24  |
| ------------------------------------------------ | --- | --- | --- | --- | --- | --- | --- | --- | --- | --- | ---- | ---- | ---- | ---- | ---- | ---- |
| Hurt                                             | 829 | 640 | 606 | 571 | 525 | 745 | 727 | 944 | 898 | 848 | 1016 | 1161 | 1270 | 1376 | 1078 | 1279 |

1. ↑  Een vetgedrukt getal geeft de hoogste notering aan.
2. ↑  2009 was het eerste jaar met een notering voor dit nummer.